# فهرست بازیکنان تیم‌ها در لیگ برتر والیبال ۹۱–۱۳۹۰
 سوپر لیگ والیبال ایران در سال ۱۳۹۰-۹۱ با قهرمانی تیم والیبال کاله آمل به پایان رسید. یکی از قوانین جدید لیگ در این سال این بود که:
نتیجه ۳ بر ۰ و ۳ بر ۱ = ۳ امتیاز تیم برنده و تیم بازنده امتیازی نمی‌گیرد
نتیجه ۳ بر ۲ = ۲ امتیاز تیم برنده و ۱ امتیاز تیم بازنده
همچنین ۴ تیم نخست سوپر لیگ نیز می‌بایست در پایان لیگ به صورت ضربدی (تیم اول با تیم چهارم و تیم دوم با تیم سوم) با هم بازی می‌کردند و تیم برنده می‌بایست در دیدار فینال به مصاف هم بروند و تیم‌های بازنده نیز برای کسب رده سوم و چهارم به مصاف هم بروند.
نام باشگاه: هاوش گنبد
سالن: المپیک
تاریخ تأسیس: سال ۱۳۹۰-۹۱
افتخارات: کسب مقام هفتم سوپر لیگ ایران
بازیکنان در سال ۹۰-۹۱:
فرهاد قائمی - ادریس دانشفر - رحمان رئوفی - احسان دوجی - عبدالله ناظری - محمد ولی پور - ابراهیم چابکیان - سخی عیدی - مجتبی عطار - پوریا ثمری - سلیم عربی - کارلوس تجدا (ونزوئلا) - فرانسیسکو سوتلدو (ونزوئلا)
اعضای کادر فنی در سال ۹۰-۹۱:
سرمربی، بای محمد دوجی - مربی، استراهیل بالف (بلغارستان) - آنالیزور، منصور جزیده - تدارکات، ابراهیم ناظری - سرپرست، هادی واحدی
مدیر باشگاه: مهدی محممدی
نام باشگاه: کاله آمل
سالن: پیامبر اعظم
تاریخ تأسیس: ۱۳۸۸-۸۹
افتخارات: دو بار کسب مقام سوم و یک بار قهرمانی در سوپر لیگ ایران و مقام سوم جام باشگاه‌های آسیا
بازیکنان در سال ۱۳۹۰-۹۱:
سعید معروف - وحید سید عباسی - حمزه زرینی - فرهاد نظری افشار - میلاد عبادی پور - آرش صادقیانی - عادل غلامی - کراسیمیر گایدارسکی (روسیه)- مهدی رنجبر - علیرضا نادی - عبدالرضا علیزاده - رافع طبری - رضا قرا - شهرام محمودی - سانجای کومار (هند)
اعضای کادر فنی در سال ۱۳۹۰-۹۱:
سرمربی: بهروز عطایی
مربی:آرنندو دامیان
مدیر باشگاه: حسن منصوری
نام باشگاه: شهرداری ارومیه
سالن: غدیر
تاریخ تأسیس: ۱۳۸۹-۹۰
افتخارات: کسب مقام سوم سوپر لیگ
بازیکنان در سال ۱۳۹۰-۹۱:
مهران زارع - سعید مصطفی وند - کراسیمیر استفانوف - صابر علیپور - عطا زراعتگر - بهرام فرید - احسن الله شیرکوند - امیر برزگر - فرهاد عادلی - علیرضا بهبودی - مهدی کریمی - علی رشیدی غفاری - ایرج میکائیل زاده - فرهاد پیروت پور - علی تقی نژادجهانگیر
اعضای کادر فنی در سال ۱۳۹۰-۹۱:
سرمربی: ابراهیم وطن پرست
مربی: حمید ساداتی
پزشک: یدالله فرجی
مربی تمرین دهنده: ابراهیم قادر
مدیر باشگاه: محمد نجف زاده
نام باشگاه: گسترش نوین کشاورز تهران
سالن: خانه والیبال تهران
تاریخ تأسیس: ۱۳۹۰-۹۱
افتخارات: کسب مقام دهم سوپر لیگ ایران
بازیکنان در سال ۱۳۹۰-۹۱:
رضا نائینی - معین رحیمی - بهمن جهاندیده - مصطفی حسینی فر - امیر گلریز - سید امیر احمدی - مارتین پنف - شهروز همایونفر - امین علوی - سید توحید حسینی - مهدی بابایی
اعضای کادر فنی در سال ۱۳۹۰-۹۱:
سرمربی: مسعود آرمات
مربی: جهانگیر تراب پور
پزشک: میر ابوالفضل معصوم زاده
مربی تمرین دهنده: بهمن تاروردی زاده
مدیر باشگاه: محمود خوردبین